# Comma pythagoricien

Cycle des quintes et comma pythagoricien

Le comma pythagoricien, parfois appelé comma diatonique, est l'intervalle existant entre 7 octaves et 12 quintes pures Il vaut environ 23,46 cents, soit presque un huitième de ton.
Cet intervalle apparaît dans la construction de l'accord pythagoricien.

## Calcul
Le comma pythagoricien est égal à l'intervalle entre :
- 12 quintes pures, de rapport de fréquence {\displaystyle (3/2)^{12}=531441/4096\approx 129,75} ;
- 7 octaves, de rapport {\displaystyle 2^{7}=128}.

L'écart entre 12 quintes et 7 octaves est donc de seulement (129,75-128)/128 ≃ 1,36 % :
{\displaystyle {\frac {\left({\frac {3}{2}}\right)^{12}}{2^{7}}}={\frac {3^{12}}{2^{19}}}={\frac {531441}{524288}}\simeq 1,0136}
Cependant avec la transformation logarithmique on voit que cet écart représente tout de même 23,5 cents environ soit presque un quart de demi-ton :
{\displaystyle 1200\times \log _{2}\left({\frac {3^{12}}{2^{19}}}\right)=1200\times \log \left({\frac {3^{12}}{2^{19}}}\right)/\log 2\simeq 23,5}

## Construction
L'existence et la valeur du comma pythagoricien s'expliquent à l'aide des deux tableaux ci-dessous. Le tableau de gauche fournit les rapports de fréquences des sons distants, l'un par rapport au précédent, d'un intervalle de quinte pure (rapport 3/2), suivant la succession des notes du cycle des quintes. Le tableau de droite indique les rapports pour des sons distants d'intervalles d'octaves pures (rapport 2/1). La note la plus basse, Do, est choisie de manière arbitraire, et n'a pas d'influence.
Il convient de signaler qu'on parle ici de quintes « pures » de rapport 3/2 exactement, et non de quintes « justes » (c’est-à-dire ni augmentée ni diminuée).
| Note       | Quinte | Rapport de fréquences | Valeur exacte (tant de fois la valeur en fréquence de la note fondamentale) |
| ---------- | ------ | --------------------- | --------------------------------------------------------------------------- |
| Do         | 0      | 1/1                   | = 1                                                                         |
| Sol        | 1      | 3/2                   | = 1,5                                                                       |
| Ré         | 2      | 9/4                   | = 2,25                                                                      |
| La         | 3      | 27/8                  | = 3,375                                                                     |
| Mi         | 4      | 81/16                 | = 5,0625                                                                    |
| Si         | 5      | 243/32                | = 7,59375                                                                   |
| Fa♯        | 6      | 729/64                | = 11,390625                                                                 |
| Do♯        | 7      | 2187/128              | = 17,0859375                                                                |
| Sol♯       | 8      | 6561/256              | = 25,62890625                                                               |
| Ré♯        | 9      | 19683/512             | = 38,443359375                                                              |
| La♯        | 10     | 59049/1024            | = 57,6650390625                                                             |
| Mi♯        | 11     | 177147/2048           | = 86,49755859375                                                            |
| Si♯ (~ Do) | 12     | 531441/4096           | = 129,746337890625                                                          |

| Note | Octave | Valeur exacte (tant de fois la valeur de la note fondamentale) |
| ---- | ------ | -------------------------------------------------------------- |
| Do   | 0      | 1                                                              |
| Do   | 1      | 2                                                              |
| Do   | 2      | 4                                                              |
| Do   | 3      | 8                                                              |
| Do   | 4      | 16                                                             |
| Do   | 5      | 32                                                             |
| Do   | 6      | 64                                                             |
| Do   | 7      | 128                                                            |

L'intervalle entre la douzième quinte (si♯) et la septième octave (do) des tableaux ci-dessus correspond à un rapport de fréquences d'environ 129,75/128 (très précisément 531441/524288 = 1,0136432647705078125). C'est cet intervalle qu'on nomme comma pythagoricien, celui entre do et le si♯ obtenu par montées de quintes successives, alors que ces deux notes sont considérées équivalentes en solfège.
Douze quintes pures (3/2) valent 8423,5 cents alors que sept octaves n'en valent que 8400. Dans le tempérament égal, la différence (le comma pythagoricien) est répartie de façon égale entre les douze quintes du cycle : chaque quinte s'écarte alors d'environ moins 2 cents de la pureté.
Quinte pure :  {\displaystyle 1200\cdot \log _{2}\left({3 \over 2}\right)\approx 701,95500} cents.

## Utilisation
Dans la pratique on essaie d'accorder les instruments à sons fixes en répartissant le défaut minime que constitue le comma pythagoricien entre plusieurs intervalles, chaque partie devenant moins perceptible. (Il y a eu aussi des tentatives de réaliser des instruments produisant plus de 12 intervalles élémentaires par octave, par exemple en divisant les touches chromatiques, afin de distinguer les dièses et les bémols). Grâce à la remarquable quasi-équivalence entre les commas pythagoricien et syntonique, la plupart des tempéraments inventés au cours de l'histoire se chargent de répartir essentiellement le comma pythagoricien dans le cycle des quintes, mais, pour autant, l'essentiel de ces tempéraments travaille à une plus grande justesse des tierces (dont la fausseté s'illustre par le comma syntonique) tout en gardant les quintes acceptables. La différence entre ces deux commas est le schisma (en grec ancien : σχίσμα, « séparation »), très petit intervalle de 2 cents, dont on tient parfois compte dans la réalisation de certains tempéraments au clavecin.